# Schlegel
A Schlegel német családnév.

## Híres Schlegel nevű személyek
- August Wilhelm Schlegel (1767–1845) német költő, műfordító, műkritikus
- Friedrich von Schlegel (1772–1829) német filozófus, író, műkritikus
- Hans Schlegel (1951) német fizikus, űrhajós
- Hermann Schlegel (1804–1884) német ornitológus